# 장성중앙초등학교
장성중앙초등학교는 대한민국 전라남도 장성군에 있는 공립 초등학교이다.

## 학교 연혁
- 1945.12.01 장성영천공립국민학교로 개교
- 1995.09.01 안평국민학교 통폐합
- 1996.03.01 장성중앙초등학교로 개칭
- 1999. 03. 01 병설유치원 개원
- 2015. 02. 13 제68회 졸업식(총 15,027명)
- 2015. 03. 01 제25대 김성희 교장 부임
- 2015. 03. 01~2016. 02. 29 독도교육 선도 학교
- 2015. 03. 02 2015학년도 입학식(71명 입학)
- 2016. 03. 01~ 2018. 02. 28. 디지털교과서 연구학교
- 2018. 03. 01 제26대 강대영 교장 부임
- 2019. 03. 01~ 2020. 02. 29. 환경교육
- 2020. 09. 01 제27대 최영성 교장 부임
- 2021. 01. 15 제74회 78명 졸업(총 15,527명)
- 2022. 01. 11 제75회 82명 졸업(총 15,609명)
- 2022. 05. 01 제28대 정수용 교장 부임

## 참고 자료
- 장성중앙초등학교 - 한국교육학술정보원 학교알리미